# Kwartet van Robert
Het kwartet van Robert is een compacte cluster op een afstand van 160 miljoen lichtjaar, gelegen in het sterrenbeeld Phoenix. De cluster omvat de sterrenstelsels NGC 87, NGC 88, NGC 89 en NGC 92. Deze werden door de Britse astronoom John Herschel ontdekt in de jaren '30 van de 19e eeuw.

## Leden van het kwartet van Robert
| Naam   | Type         | Afstand vanaf de Zon (in miljoenen lichtjaar) | Magnitude |
| ------ | ------------ | --------------------------------------------- | --------- |
| NGC 87 | IBm pec.     | ± 160                                         | +14,5     |
| NGC 88 | SB(rs)a pec. | ± 160                                         | +15,21    |
| NGC 89 | SB0(s)a pec. | ± 160                                         | +14,57    |
| NGC 92 | SAa pec.     | ± 160                                         | +14,29    |